# Belgrano-II-Station
Die Belgrano-II-Station (spanisch Base Belgrano II) ist eine permanente, ganzjährig besetzte Polarstation und Forschungsstation auf den Bertrabnunatakkern an der Luitpold-Küste in Coatsland. Sie ist benannt nach Manuel Belgrano, einem General und Politiker der Unabhängigkeitsbewegung Argentiniens und der überlieferte Erschaffer der Flagge Argentiniens.
Sie gehört zum Argentinischen Antarktisterritorium, das in der Provinz Tierra del Fuego geführt wird.
Belgrano II ist die südlichste von 13 argentinischen Forschungsstationen in der Antarktika. Sie ist die drittsüdlichste weltweit und dabei die südlichste, die auf Fels errichtet wurde, was sie besonders für geologische Studien interessant macht.

## Geschichte
1955 errichtete der damalige Brigadegeneral Hernán Pujato die erste Station Belgrano-I-Station, die für lange Zeit die südlichste argentinische Siedlung war.
Nach 25 Jahren ununterbrochener Aktivität wurde die Belgrano-I-Station wegen der rapiden Verschlechterung der Eiskante, auf der sie stand, geschlossen; neue, oft versteckte Risse und Spalten gefährdeten Personal und Material im Einsatz. Um die wissenschaftlichen Programme fortzusetzen und die Präsenz Argentiniens in der Region aufrechtzuerhalten, wurde nach sorgfältiger Prüfung alternativer Standorte durch die argentinische Armee beschlossen, die neuen Einrichtungen auf festem Boden zu errichten. Inmitten der riesigen Eisfläche, die das Prinzregent-Luitpold-Land bedeckt, gibt es nur drei kleine Granitmassen: die Moltke-, die Littlewood- und die Bertrabnunatakker, die alle 1912 von der von Wilhelm Filchner geleiteten Zweiten Deutschen Antarktisexpedition zuerst gesichtet und benannt wurden. Die Belgrano-II-Station wurde am 5. Februar 1979 auf der letzteren etwa ein Hektar großen eisfreien Felsmasse errichtet. Die Anlieferung von Materialien, Werkzeugen und Ausrüstung sowie Versorgung wurden durch den argentinischen Eisbrecher ARA General San Martín ausgeführt.
Die neuen Unterkünfte waren eine enorme Verbesserung gegenüber den bisherigen: Obwohl der Standort südlicher und höher liegt als der der Belgrano-I-Station, ist das Klima deutlich milder. Seit 1955 lebten die Männer, die in der alten Belgrano I Basis überwinterten, in Tunneln, die ins Eis gegraben waren, das sich aber langsam in Richtung Meer bewegte und nach Aufgabe der Station zu einem tafelförmigen Eisberg wurde, der durch den Südlichen Ozean trieb.
Zusätzlich zu den neuen Instrumenten, die vom Festland mitgebracht wurden, übernahm die Belgrano-II-Station alle wissenschaftlichen Geräte der Belgrano-I-Station. Das Labor LABEL (LAboratory BELgrano) wurde mit großem Aufwand wieder aufgebaut. Die José Luis Sersic-Polarsternwarte und eine Satellitenantenne zur Datenübertragung wurden neu eingerichtet.
Am Morgen des 10. September 2005 wurde das Haupthaus durch einen Brand, den eine Fehlfunktion der Heizung verursacht hatte, vollständig zerstört. Die Menschen mussten auf andere Gebäude verteilt und neue Lebensmittel und Kleidung mussten vom Festland und aus der Luft gebracht werden, da das Feuer alle Überwinterungselemente zerstört hatte. Der Bau von Notfallunterkünften zur Lösung des Wohnproblems begann Anfang 2006. Dieser Neubau wurde in zwei Phasen geplant, wobei die erste Phase (Bäder, Küche und Schlafzimmer) in den Jahren 2006–2007 und die zweite (Wohnzimmer) in den Jahren 2007–2008 abgeschlossen wurde. Während der Kampagne 2008–09 begann der Bau eines neuen Haupthauses. Es wurde während der Kampagne 2009/10 fertiggestellt und am 25. Mai 2010 eingeweiht. Das neue Haus hat eine überdachte Fläche von über 500 m² mit mehr Komfort und Erholungsraum. Es befindet sich auf dem Platz des durch das Feuer zerstörten ehemaligen Wohnhauses.
Während Reparaturen des Eisbrechers der Argentinischen Marine ARA Almirante Irízar, der normalerweise zur Versorgung der Basis verwendet wird, übernimmt die Argentinische Luftwaffe die Versorgungsaufgabe mittels Fallschirmabwurfoperationen durchgeführt mit Flugzeugen des Typs Lockheed KC-130 im Nonstop-Flug von Ushuaia in Tierra del Fuego.
Das 1955 an der Belgrano-I-Station aufgestellte und 1979 zur Belgrano-II-Station verbrachte General-Belgrano-Kreuz wurde auf Vorschlag Argentiniens im Rahmen eines Antarctic Treaty Consultative Meetings in die Liste Historic Site or Monument unter Nummer 43 aufgenommen.

## Beschreibung
Die Belgrano-II-Station liegt etwa 1300 km nördlich des Südpols und etwa 2500 km von Ushuaia, der nächstgelegenen Hafenstadt, entfernt. Aufgrund des Breitengrades sind der Sommertag und die Winternacht vier Monate lang.
Die Belgrano-II-Station besteht aus einem Dutzend Gebäuden, die auf dem Felsen der Nunatakker liegen, und erstreckt sich über eine Gesamtfläche von 6 ha. Die Konstruktionen bestehen hauptsächlich aus Metall- oder Glasfaser-gedeckten Verbundplatten, die mit Polyurethanschaum gefüllt sind, um eine ausreichende Wärmedämmung gegen niedrige Temperaturen zu gewährleisten. Einrichtungen und Ausrüstungen an der Station sind: Haupt- und Personalhäuser, Notunterkünfte, Flugplatz, Heliport, Kapelle, Museum, Radiosender, Wetterstation, Atmosphärenforschungsstation, Energieversorgung, Fuhrpark (mehrere Tucker Pistenraupen und Yamaha VK-541 Schneemobile), Werkstätten, Ausrüstungs- und Ersatzteilläger sowie Lebensmitteldepots. Die ganzjährig einsatzfähige Landebahn befindet sich auf einem Gletscher 2 km südwestlich der Basis. Es gibt eine kleine Krankenstation, die mit einem Arzt und einer Krankenschwester besetzt ist. Die ins Eis gegrabene katholische Kapelle ist die südlichste christliche Kirche der Welt bzw. der südlichste Gottesdienstort einer Religion überhaupt.
Die allgemeinen Aufgaben der Stationsmannschaft sind in erster Linie wissenschaftliche Forschung, Vermessung und Erkundung sowie die Unterstützung ausländischer wissenschaftlicher Expeditionen. Weitere gemeinsame Aufgaben sind die Instandhaltung der Unterkünfte, Suche und Rettung, medizinische Unterstützung, Kommunikation und Wettervorhersage für Expeditionen, Basen, Schiffe und Flugzeuge eigener und ausländischer Nationalität.

### Wissenschaftliche Aktivitäten
Folgende Forschungsaktivitäten werden am LABEL betrieben:
- Meteorologie,
- Erforschung der Ozonschicht mit Höhensonden und – in gemeinsamen Programmen mit Italien bzw. Spanien – mittels Spektralphotometern,
- Astronomie mit einem Optischen Teleskop in Zusammenarbeit mit dem Astronomical Observatory of Córdoba,
- Sonneneinstrahlungs- und Energieressourcenstudie mit einer lokalen Satellitenstation, die Daten in Echtzeit überträgt; seit Februar 1998 werden in einem gemeinsamen Programm mit dem Alfred-Wegener-Institut ein geodätischer GPS-Empfänger und eine seismologische Erfassungsstation betrieben,
- Seismographie mittels des weltweit südlichst platzierten Seismographen auf festem Fels,
- Analyse der Magnetfeldschwankungen der Erde
- Forschungen der Ionosphäre und des Polarlichts in Zusammenarbeit mit Italien
- Extraterrestrisches Rauschen
- Vogelbeobachtung
- Geodäsie, durch GPS und DORIS

Geführt wird die Station durch die Dirección Nacional del Antártico, die als Initiative am Ministerio de Relaciones Exteriores, Comercio International y Culto angesiedelt ist. Für die Erhaltung sind die Argentinischen Streitkräfte verantwortlich. 2010 setzten sich die 19 Mann Besatzung der Station aus zwei Meteorologen der Air Force, drei zivilen Forschern und 14 Armeeangehörigen zum Betrieb der Station zusammen.

### Klima
Die Belgrano-II-Station hat ein durch die Küstenlage charakterisiertes Eisklima (EF, Effektive Klimaklassifikation). Das Gebiet ist durch nach Norden durchziehende Wetterfronten gekennzeichnet. Das führt nicht zu besonderen Niederschlägen, jedoch zu starken Winden bzw. Stürmen mit Windgeschwindigkeiten von bis zu 200 km/h und erheblichem Windchill.
Die Temperaturen reichen von −20,4 °C im Juli als kältestem Monat bis zu −2,4 °C im Januar als wärmstem Monat. In den Sommermonaten reichen die Temperaturen von −1,2 °C bis −7,7 °C, im Winter von −15,9 °C bis −23,6 °C. Die Temperaturextreme liegen bei durchschnittlich −2 °C bis −54 °C. In Polarnächten lassen sich regelmäßig Polarlichter beobachten.
Niederschlag in Form von Schnee kommt ganzjährig vor, im Mittel an 143 Tagen im Jahr und mit dem Zeitraum von Januar bis April mit monatlich 13 bis 14 Tagen als flachem Peak.
|                        | Jan   | Feb   | Mär   | Apr   | Mai   | Jun   | Jul   | Aug   | Sep   | Okt   | Nov   | Dez   |   |       |
| Mittl. Temperatur (°C) | −2,4  | −7,0  | −12,0 | −16,7 | −18,1 | −19,1 | −20,4 | −20,2 | −18,4 | −14,8 | −8,0  | −3,0  | ⌀ | −13,4 |
| Mittl. Tagesmax. (°C)  | 0,7   | −3,7  | −8,8  | −13,5 | −14,6 | −15,7 | −17,1 | −16,6 | −14,9 | −11,0 | −4,1  | 0,4   | ⌀ | −9,9  |
| Rekordmaximum (°C)     | 10,0  | 10,1  | 7,9   | −1,4  | −1,0  | 1,0   | −2,9  | −2,5  | −1,4  | 4,4   | 7,0   | 12,1  | ᐃ | 0     |
| Mittl. Tagesmin. (°C)  | −5,9  | −10,9 | −16,1 | −20-7 | −22,0 | −23,1 | −24,5 | −24,4 | −23,0 | −19,4 | −12,3 | −6,9  | ⌀ | −17,4 |
| Rekordminimum (°C)     | −20,0 | −29,5 | −37,8 | −40,2 | −46,1 | −58,9 | −52,8 | −51,1 | −52,2 | −38,9 | −36,1 | −19,0 | ᐁ | 0     |
|                        |       |       |       |       |       |       |       |       |       |       |       |       |   |       |
| Niederschlag (mm)      | 26,2  | 27,4  | 32,5  | 16,8  | 22,5  | 25,0  | 27,8  | 26,9  | 20,2  | 39,0  | 18,2  | 17,0  | Σ | 299,5 |
|                        |       |       |       |       |       |       |       |       |       |       |       |       |   |       |
| Regentage (d)          | 13    | 14    | 13    | 13    | 11    | 10    | 12    | 12    | 11    | 12    | 11    | 11    | Σ | 143   |
|                        |       |       |       |       |       |       |       |       |       |       |       |       |   |       |
| Luftfeuchtigkeit (%)   | 70    | 69    | 68    | 63    | 60    | 56    | 55    | 56    | 57    | 62    | 67    | 70    | ⌀ | 62,7  |

| −5,9 |

| −10,9 |

| −16,1 |

| −20-7 |

| −22,0 |

| −23,1 |

| −24,5 |

| −24,4 |

| −23,0 |

| −19,4 |

| −12,3 |

| −6,9 |

| −5,9 |

| −10,9 |

| −16,1 |

| −20-7 |

| −22,0 |

| −23,1 |

| −24,5 |

| −24,4 |

| −23,0 |

| −19,4 |

| −12,3 |

| −6,9 |